# Эренберг, Рональд
Рональд Гордон Эренберг (англ. Ronald Gordon Ehrenberg; род. 20 апреля 1946) — американский экономист.
Бакалавр (1966) Нью-Йоркского университета; доктор философии (1970) Северо-Западного университета. Преподавал в университете Лойолы (1970-71), Массачусетском (1971-75) и Корнеллском (с 1975; профессор с 1977) университетах. Президент Общества экономики труда (2002).

## Биография
Эренберг получил степень бакалавра математики в колледже Харпур (ныне Университет Бингемтона) в 1966 году, степень магистра и доктора экономических наук в Северо-Западном университете в 1970 году. После преподавания в Университете Лойолы и Массачусетском университете в Амхерсте он переехал в Итаку в 1975 году и остаток своей профессиональной карьеры провел в Корнельском университете.
В Корнелле Эренберг является преподавателем кафедры экономики труда в Школе производственных и трудовых отношений и на экономическом факультете Колледжа искусств и наук. Он также был вице-президентом университета по академическим программам, планированию и бюджетированию (1995-1998) и избранным членом попечительского совета Корнелла (2006-10). В 2005 году он был назван президентским стипендиатом Стивена Х. Вайса, высшей наградой за преподавание в бакалавриате, существующей в Корнелле.

## Профессиональная деятельность
Академический вклад Эренберга был в основном в области экономики труда, включая экономику высшего образования. Он является автором или редактором (иногда с соавторами) более 30 книг и объемных отчетов. Он опубликовал более 160 статей в профессиональных журналах
Эренберг был членом попечительского совета Государственного университета Нью-Йорка в 2010-2017 годах (SUNY).

## Экономика труда
Эренберг был редактором-основателем журнала "Исследования в области экономики труда" и был соредактором журнала Journal of Human Resources. Он научный сотрудник Национального бюро экономических исследований, научный сотрудник IZA (Берлин) и бывший президент Общества экономистов труда. Он является членом Общества экономистов труда, Ассоциации труда и трудовых отношений и национальным сотрудником Национальных академий наук и инженерии.
В соавторстве с Робертом С. Смитом он написал ведущий учебник "Современная экономика труда: теория и государственная политика" (2017, 13-е издание).

## Экономика высшего образования
Более поздние исследования Эренберга были сосредоточены на проблемах высшего образования. В 1998 году Эренберг основал Cornell Higher Education Research Institute (CHERI), чтобы обеспечить механизм для междисциплинарных исследований в области высшего образования.
Текущие исследовательские интересы ЧЕРИ включают "последствия растущего распределения богатства между академическими учреждениями, растущие затраты и важность науки для университетов, финансовые проблемы, с которыми сталкивается государственное высшее образование, меняющийся характер профессорско-преподавательского состава, управления в академических учреждениях, совершенствование программ докторантуры в области гуманитарных и смежных социальных наук, повышение уровня упорства в специальностях STEM и сокращение неравенства в доступе к высшему образованию".
Эренберг - член Американской ассоциации образовательных исследований, почетный сотрудник Института TIAA-CREF и член Национальной академии образования.

## Награды
Получил премию Говарда Боуэна за выдающуюся карьеру Ассоциации по изучению высшего образования в 2013 году.
Более поздние исследования Эренберга были сосредоточены на проблемах высшего образования. В 1998 году Эренберг основал Cornell Higher Education Research Institute (CHERI), чтобы обеспечить механизм для междисциплинарных исследований в области высшего образования.
Текущие исследовательские интересы ЧЕРИ включают "последствия растущего распределения богатства между академическими учреждениями, растущие затраты и важность науки для университетов, финансовые проблемы, с которыми сталкивается государственное высшее образование, меняющийся характер профессорско-преподавательского состава, управления в академических учреждениях, совершенствование программ докторантуры в области гуманитарных и смежных социальных наук, повышение уровня упорства в специальностях STEM и сокращение неравенства в доступе к высшему образованию".
Эренберг - член Американской ассоциации образовательных исследований, почетный сотрудник Института TIAA-CREF и член Национальной академии образования.

## Избранные публикации
- Американский университет: национальное достояние или исчезающие виды. / Редактор: Р. Г. Эренберг. — Издательство Корнеллского университета, 1997.
- Р. Г. Эренберг. Повышение платы за обучение: почему колледж стоит так дорого. — Издательство Гарвардского университета, 2002.
- Governing Academia. / Редактор: Р. Г. Эренберг. — Издательство Корнеллского университета, 2004.
- Р. Г. Эренберг. Что происходит с государственным высшим образованием? — Издательство Университета Джонса Хопкинса, 2007.
- Наука и университет. / Редакторы: П. Э. Стефан и Р. Г. Эренберг. — Издательство Университета Висконсина, 2007.
- Р. Г. Эренберг. Докторантура и факультет будущего. — Издательство Корнеллского университета, 2008.
- Р. Г. Эренберг, Х. Цукерман, Дж. А. Грун и С. М. Брукер. Обучение ученых: докторское образование в области гуманитарных наук. — Издательство Принстонского университета, 2010.